# Benjamin Bratt
Benjamin Bratt (San Francisco, 16 december 1963) is een Amerikaans acteur. Hij is sinds 2002 getrouwd met de actrice Talisa Soto, die hij ontmoette op de set van Piñero. Samen hebben ze twee kinderen.

## Filmografie
- Andor (2025, serie)
- Mother of the Bride (2024)
- Poker Face (2023, serie)
- Dead for a Dollar (2022)
- Best Summer Ever (2020)
- A Score to Settle (2019)
- Coco (2017, stem)
- Shot Caller (2017)
- Doctor Strange (2016)
- Ride Along 2 (2016)
- 24: Live Another Day (tv, 2014)
- Despicable Me 2 (2013, stem)
- Modern Family (tv) (2010-2020)
- The Andromeda Strain (2008)
- The Argentine (2008)
- Love in the Time of Cholera (2007)
- E-Ring (tv) (2005-2006)
- The Great Raid (2005)
- Thumbsucker (2005)
- Catwoman (2004)
- The Woodsman (2004)
- Frasier (tv) (2003)
- Abandon (2002)
- Piñero (2001)
- After the Storm (tv) (2001)
- Traffic (2000)
- Miss Congeniality (2000)
- Red Planet (2000)
- The Last Producer (2000)
- The Next Best Thing (2000)
- Exiled (tv) (1998)
- Homicide: Life on the Street (tv) (1996-1999)
- Woman Undone (tv) (1996)
- Follow Me Home (1996)
- Law & Order (tv) (1995-1999)
- The River Wild (1994)
- Clear and Present Danger (1994)
- Texas (tv) (1994)
- Demolition Man (1993)
- Blood In Blood Out (1993)
- Shadowhunter (tv) (1993)
- Chains of Gold (tv) (1991)
- Bright Angel (1991)
- One Good Cop (1991)
- Nasty Boys (tv-serie) (1990)
- Capital News (tv) (1990)
- Nasty Boys (tv-film) (1989)
- Police Story: Gladiator School (tv) (1988)
- Juarez (tv) (1987)

## Prijzen en nominaties
- ALMA Award
  - 1998 – Gewonnen: Beste acteur in een dramatische serie (Law & Order)
  - 1999 – Gewonnen: Beste acteur in een dramatische serie (Law & Order)
  - 1999 – Gewonnen: Beste acteur in een televisieserie (Exiled)
  - 2001 – Gewonnen: Beste acteur in een film (Piñero)
- Blockbuster Entertainment Award
  - 2001 – Gewonnen: Beste mannelijke bijrol in een komedie (Miss Congeniality)
- Emmy Award
  - 1999 – Genomineerd: Beste mannelijke bijrol in een dramatische serie (Law & Order)
- NCLR Bravo Award
  - 1996 – Genomineerd: Beste acteur in een dramatische serie (Law & Order)
- Razzie Award
  - 2001 – Genomineerd: Slechtste koppel (The Next Best Thing)
  - 2005 – Genomineerd: Slechtste koppel (Catwoman)
- Screen Actors Guild Award
  - 1997 – Genomineerd: Beste cast in een dramatische serie (Law & Order)
  - 1998 – Genomineerd: Beste cast in een dramatische serie (Law & Order)
  - 1999 – Genomineerd: Beste cast in een dramatische serie (Law & Order)
  - 2000 – Genomineerd: Beste cast in een dramatische serie (Law & Order)
  - 2001 – Gewonnen: Beste cast (Traffic)